# 9 Dywizja Kawalerii (austro-węgierska)

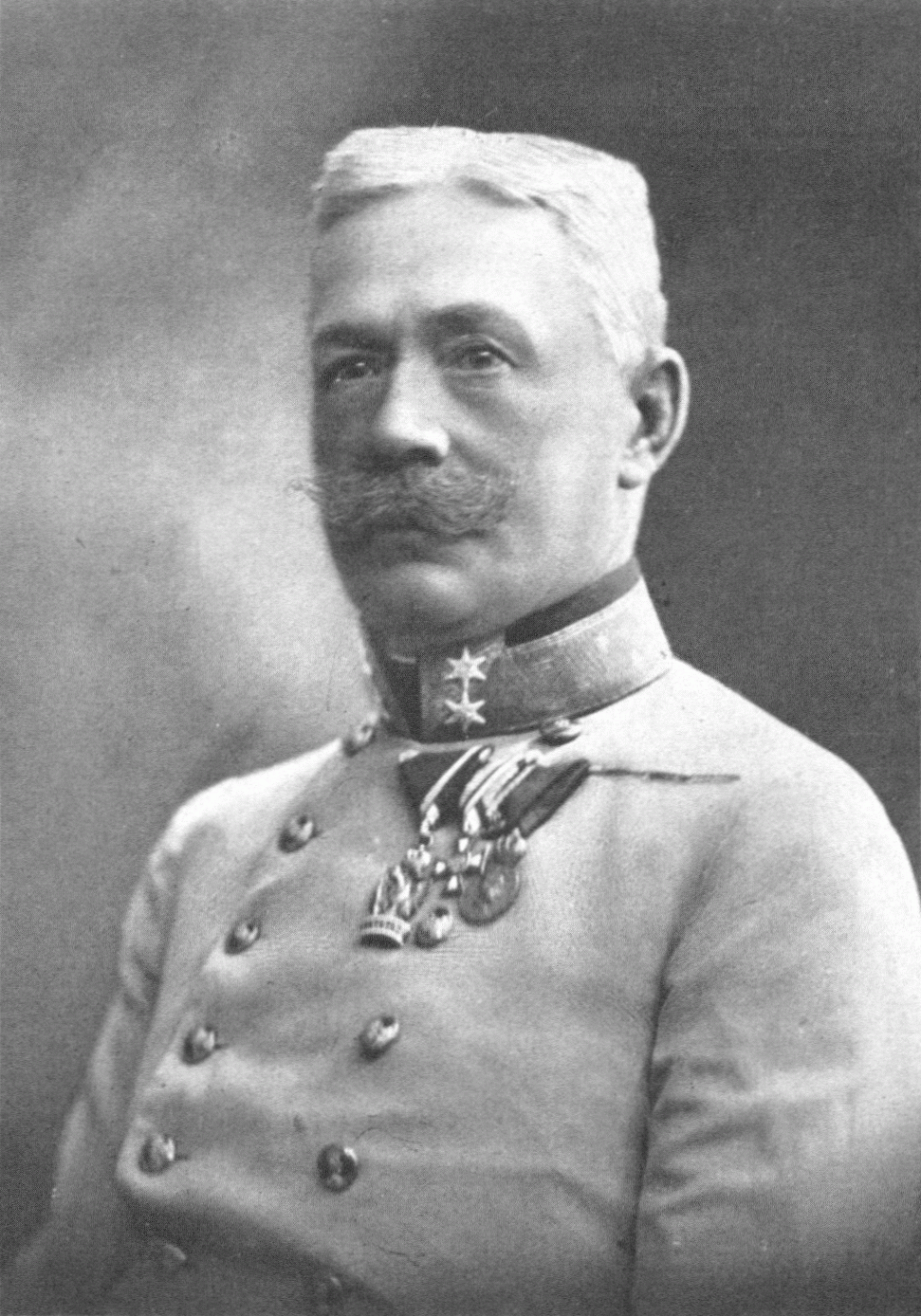
Komendant dywizji FML Leopold von Hauer

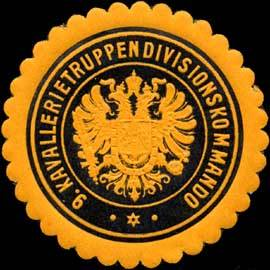
Odcisk pieczęci Komendy dywizji

9 Dywizja Kawalerii (9. KD.) – wielka jednostka kawalerii cesarskiej i królewskiej Armii.
Wzięła udział w bitwie pod Komarowem (26 sierpnia-2 września 1914).
Organizacja i obsada personalna dywizji 26 sierpnia 1914:
- komendant dywizji – FML Leopold von Hauer(inne języki),
- p.o. szefa sztabu – kpt. SG Nikolaus Üxküll-Gyllenband(inne języki),
- 1 Brygada Kawalerii – gen. mjr Maximilian Karl Hugo von Schnehen,
- 9 Brygada Kawalerii – gen. mjr Zygmunt von Micewski,
- Dywizjon Artylerii Konnej Nr 9 – mjr Schierl[1].